# Raufarhólshellir
Die Lavahöhle Raufarhólshellir liegt nördlich der Hafenstadt Þorlákshöfn fast an der Südküste Islands. Sie ist über 1300 m lang und liegt zum Teil unter dem Þrengslavegur , dem kürzesten Weg zwischen Reykjavík und dem Hafen.